# Гуменцы (Каменец-Подольский район)

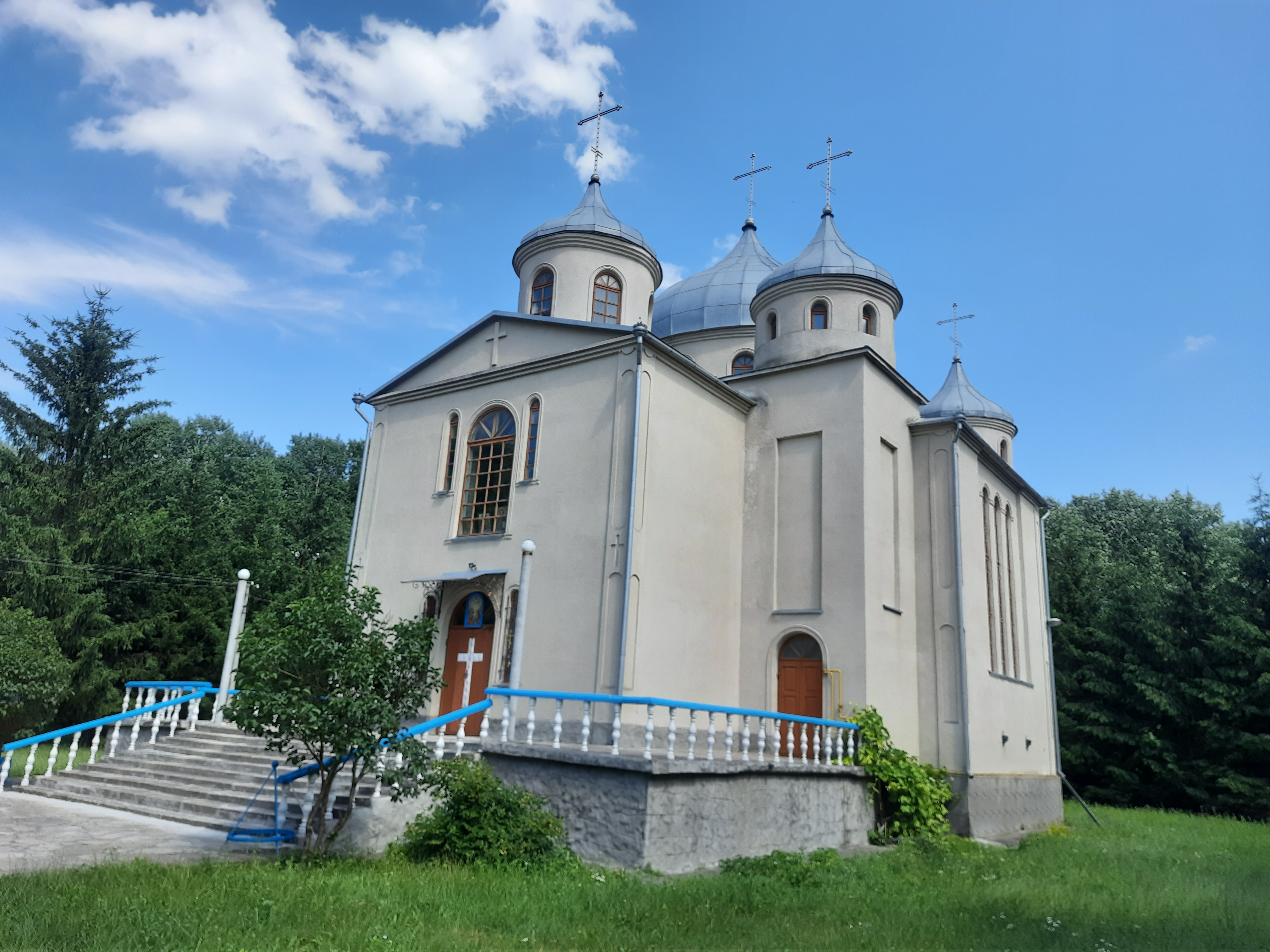
Церковь Святого Пателеймона, село Гуменцi

Гуменцы (укр. Гуменці) — село в Каменец-Подольском районе Хмельницкой области Украины.
Население по переписи 2001 года составляло 2114 человек. Почтовый индекс — 32325. Телефонный код — 3849. Занимает площадь 3,579 км².

## Местный совет
32325, Хмельницкая обл., Каменец-Подольский р-н, с. Гуменцы

## Известные люди
Виктор Фёдорович Трихманенко — писатель.